# Breanna Stewart
Breanna Mackenzie Stewart (* 27. August 1994 in Syracuse, New York) ist eine US-amerikanische Basketballspielerin. Sie ist seit 2016 in der Women’s National Basketball Association und seit 2023 für die New York Liberty aktiv und gilt als sehr vielseitige Spielerin, die auf verschiedenen Spielpositionen einsetzbar ist.

## Karriere
Aufgewachsen in North Syracuse im Bundesstaat New York, spielte Stewart von 2012 bis 2016 für die Connecticut Huskies. Sie gewann in dieser Zeit nicht nur in jedem Jahr die NCAA Division I Basketball Championship, sondern wurde auch jedes Mal als beste Spielerin des Final Four (NCAA Tournament Division I Most Outstanding Player) ausgezeichnet – keine andere Spielerin hatte zuvor diese Auszeichnung mehr als zweimal erhalten. Außerdem erhielt sie 2015 und 2016 die Wade Trophy sowie 2016 den James E. Sullivan Award. Während dieser vier Jahre gewannen die Huskies insgesamt 151 ihrer 156 Spiele, darunter die letzten 75 in Serie. Mit der US-amerikanischen Nationalmannschaft gewann Stewart zudem bei der Weltmeisterschaft 2014 den Titel.
Beim WNBA Draft 2016 wurde sie von Seattle Storm an erster Stelle ausgewählt. In ihrer Debütsaison, während der sie außerdem mit den USA bei den Olympischen Spielen in Rio de Janeiro die Goldmedaille gewann, war Stewart auf Anhieb die Spielerin mit den meisten Punkten und Rebounds der Mannschaft. Erstmals seit 2013 erreichte Seattle wieder die Play-off-Runde, schied dort aber in der ersten Runde aus. Für ihre Leistungen wurde sie am Ende der Spielzeit mit dem WNBA Rookie of the Year Award ausgezeichnet. Nach der WNBA-Saison spielte Stewart in China für Shanghai Baoshan Dahua. 2018 gewann Stewart mit Seattle die WNBA-Meisterschaft, wobei sie sowohl mit dem WNBA Most Valuable Player Award als auch mit dem WNBA Finals MVP Award ausgezeichnet wurde. Im Endspiel der Euroleague Women 2019 zog sie sich einen Achillessehnenriss zu, wodurch sie für die folgende WNBA-Saison ausfiel. 2020 hingegen gelang Stewart mit Seattle Storm erneut der Titelgewinn in der WNBA-Meisterschaft, und wieder erhielt sie die Auszeichnung zum Finals MVP.
Im September 2021 wurde sie unter die 25 besten Spielerinnen in der Geschichte der WNBA gewählt. Stewart ist neben Sue Bird, Swin Cash, Tamika Catchings, Cynthia Cooper, Brittney Griner, Asjha Jones, Maya Moore, Sheryl Swoopes, Diana Taurasi und Kara Wolters eine von bislang nur elf Frauen, die sowohl die NCAA- und WNBA-Meisterschaft als auch den Weltmeistertitel und olympisches Gold gewonnen haben („Grand Slam des Frauenbasketballs“).
Bei den Olympischen Spielen 2024 in Paris gewann sie ihre dritte olympische Goldmedaille und wurde in das All-Star-Team des Turniers gewählt.

## Privates
Stewart ist mit der spanischen Basketballspielerin Marta Xargay verheiratet. Seit August 2021 haben sie eine Tochter, die mit einer von Stewarts Eizellen gezeugt und von einer Leihmutter ausgetragen wurde.